# استان درنه
استان درنه (شعبیة درنة) یکی از استان‌های کشور لیبی است.